# Exposition internationale de construction et d'architecture de 1908
L'Exposition internationale de construction et d'architecture (russe : Международная строительно-художественная выставка) est une exposition internationale organisée à Saint-Pétersbourg, dans l'Empire russe, du 28 mai au 28 août 1908.

## Histoire
L'idée d'organiser à Saint-Pétersbourg une exposition des dernières avancées en matière de techniques de construction, sous l'égide de la Société des ingénieurs civils, est formulée pour la première fois à la fin de l'année 1902 par l'ingénieur civil Nikolaï Vsevolodovitch Dmitriev. Un autre de ses initiateurs est l'ingénieur civil Aleksandr Kondratovitch Pavlovski qui dresse un rapport en 1905. Toutefois, cette idée d'exposition n'est concrétisée qu'en 1908. Ainsi, l'Exposition internationale de construction et d'architecture est organisée sur les deux rives de la Grande Nevka, du côté du Nouveau Village (ru)  (Novaïa Derevnia) et sur l'île Kammeny. La cérémonie d'inauguartion a lieu le 28 mai 1908 (15 mai 1908 dans le calendrier julien).

## Sections
L'Exposition est structurée autour de huit sections :
1. « Matériaux de construction et leur utilisation » ;
2. « Œuvres des divers métiers et industries manufacturières liées au bâtiment » ;
3. « Architecture sanitaire » ;
4. « Dispositifs techniques de protection contre les incendies » ;
5. « Moteurs mécaniques et électriques appliqués à la construction » ;
6. « Décoration artistique des habitations et finitions intérieures et extérieures des bâtiments » ;
7. « Littérature spécialisée et supports pédagogiques » ;
8. « Section historique »[3].

### 1resection
- Matériaux naturels : pierre, sable, argile, bois, métaux, etc.
- Matériaux artificiels : asphalte, briques, carreaux de céramique et de ciment, verre, feutre, matériaux de couverture (bitume, fer, ardoise, tuiles, etc.), papiers peints, carton, linoléum, peintures, vernis, résines, etc.
- Liants : chaux, ciment et autres liants.
- Béton et béton armé.
- Matériaux isolants.
- Instruments pour l'analyse des matériaux, résultats d'études et données statistiques[3].

### 2esection
- Travaux de menuiserie et de charpente : portes, fenêtres, parquets, escaliers, moulures, balustrades, corniches, etc.
- Travaux de serrurerie, forge et fonderie : structures métalliques, charpentes, toitures, clôtures, grilles, rampes, balcons, quincaillerie de porte et fenêtre, etc.
- Outils et équipements pour les travaux de construction : outils pour le terrassement, la maçonnerie, la charpente, la menuiserie, la peinture, la plomberie, la ferronnerie, l'asphalte, la tapisserie, le vitrage, etc[3].

### 3esection
- Alimentation en eau : puits, pompes, filtres, stations de pompage, compteurs d'eau, fontaines, baignoires, douches, chauffe-eau, stérilisateurs.
- Évacuation des déchets : systèmes d'assainissement, fosses septiques, incinérateurs de déchets, drainage des sols, traitement des eaux usées.
- Chauffage et ventilation : combustibles solides, liquides et gazeux, chaudières, systèmes de chauffage central, ventilation mécanique, régulateurs de pression, thermomètres.
- Éclairage naturel et artificiel : éclairage par réflexion, vitraux, lampes à pétrole, acétylène, gaz, lampes électriques, projecteurs, systèmes de diffusion lumineuse.
- Amélioration sanitaire des bâtiments et des villes : cuisines, fours, réfrigérateurs, buanderies, systèmes de nettoyage des rues, toilettes publiques, bains publics, hôpitaux, sanatoriums, asiles, prisons, crématoriums, etc[3],[4].

### 4esection
- Assurance incendie : théories, classifications, tarifs d'assurance, prévention et lutte contre les incendies.
- Matériaux ignifuges : traitements résistants au feu, peintures et revêtements ignifuges, cheminées sûres, systèmes d'évacuation de fumée.
- Lutte contre les incendies : alarmes sonores et électriques, extincteurs chimiques, pompes, hydrants, échelles de secours, matériel de sauvetage, équipements de protection contre la fumée[4].

### 5esection
- Sources d'énergie : chaudières à vapeur, générateurs de gaz, batteries, dynamos.
- Moteurs : moteurs à eau, à vent, à vapeur, à gaz, électriques.
- Élévateurs et systèmes de transport : ascenseurs, monte-charges, machineries de scène pour les théâtres.
- Stations électriques et installations domestiques.
- Téléphones, signalisation, paratonnerres.
- Sécurité et santé des travailleurs sur les chantiers[4].

### 6esection
- Mobilier artistique : sculpture sur bois, icônes et mobilier religieux.
- Papiers peints et tissus décoratifs : tapisseries, rideaux, tentures.
- Céramique et porcelaine décorative.
- Vitraux et mosaïques.
- Sculpture décorative en marbre, argile, plâtre, etc.
- Peinture décorative et iconographie.
- Ferronnerie d'art, bronzes, objets en zinc et fonte.
- Jardinage décoratif.
- Projets et dessins d'architecture[4].

### 7esection
- Ouvrages sur les arts et techniques du bâtiment.
- Périodiques et revues d'architecture et d'arts décoratifs.
- Supports pédagogiques : modèles de construction, tableaux muraux, lanternes de projection.
- Outils de dessin et de relevé : papiers, crayons, compas, pinceaux, aquarelles.
- Équipements pour bibliothèques et reproduction de plans[4].

### 8esection
- Monuments et œuvres d'architecture de Saint-Pétersbourg et ses environs, de la fondation de la ville jusqu'au règne d'Alexandre III.
  - Plans, gravures, photographies, maquettes de bâtiments.
  - Objets authentiques et copies d'éléments architecturaux et de décoration.
- Architecture et ingénierie des 25 dernières années en Russie et à l'étranger.
  - Projets de bâtiments existants ou en projet.
  - Dessins et modèles architecturaux, concours d'architecture.
  - Projets d'arts décoratifs et d'aménagement urbain[4],[5].